# Johann Fadrusz

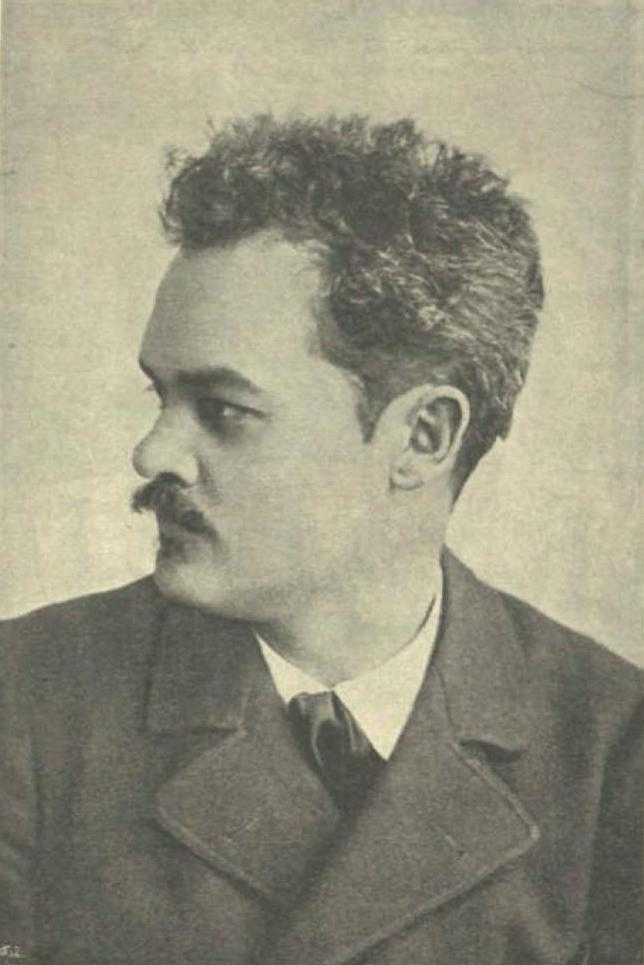
Johann Fadrusz

Johann Fadrusz (* 2. September 1858 in Preßburg, Königreich Ungarn; † 26. Oktober 1903 in Budapest, Österreich-Ungarn) war ein ungarischer Bildhauer.

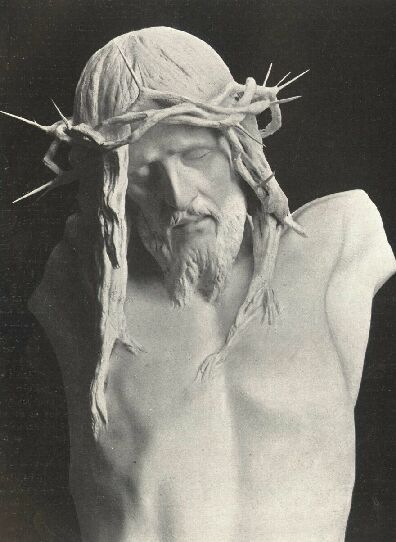
Modell des Kruzifixes "Consummatum est!"

## Leben

### Frühe Jahre
Johann Fadrusz war der Sohn eines aus Mähren eingewanderten armen Käsemachers, der Anfang der 1850er Jahre nach Preßburg einwanderte. Hier erhielt Johann Franz Fadrusz am 23. Juli 1853 das Heimatrecht. Am 1. August 1858 heiratete er die Preßburger Winzerstochter Therese Ewinger. Der älteste Sohn Johann erblickte in der Preßburger Schloss-Straße das Licht der Welt. Die Mutter betrieb später einen Kleinkrämerladen im Stadtteil Blumenthal auf der damaligen Landstraße Nr. 67. Bereits als Schüler machte er durch sein Zeichentalent auf sich aufmerksam. Nach dem Militärdienst in Prag beschäftigte er sich mit Holzschnitzerei und Porzellanmalerei. Ein Stellenangebot als Porzellanmaler in der Porzellanmanufaktur in Herend schlug er jedoch aus. In seiner Jugendzeit hielt sich Fadrusz durch Ausübung verschiedener Berufe über Wasser, um schließlich das Schlosserhandwerk zu erlernen. Seine Neigung und das Interesse an der bildenden Kunst machten sich jedoch schon in jungen Jahren bemerkbar. Im Jahre 1883 machte er bei einer Kunstausstellung durch die Fertigung eines Gipskopfes (Ahasverus) auf sich aufmerksam. Der ungarische Unterrichtsminister Ágoston Trefort gewährte ihm ein Sonderstipendium. Seine künstlerische Begabung wurde von dem Musik- und Kunstliebhaber, dem Preßburger Archivar Johann Nepomuk Batka d. J. erkannt. Auf Vermittlung Batkas verließ Fadrusz im Jahre 1886 Preßburg in Richtung Wien um bei den Wiener Bildhauer Viktor Tilgner  künstlerischen Unterricht zu erhalten. Danach wurde Fadrusz ab 1888 Schüler an der Wiener Akademie der Bildenden Künste bei dem Wiener Bildhauer Edmund von Hellmer, der dort ab 1882 eine Professur für Bildhauerei innehatte. Die Erste Preßburger Sparcassa gewährte ihm für das Studium ein Stipendium. In Wien lernte er die Baronin Therese Biard kennen, in die er sich unsterblich verliebte. Seine Liebe wurde jedoch von der Baronin nicht erwidert. Nach dieser Enttäuschung lernte er die in Wien lebende Anna Deréky kennen, die er später heiratete. In Wien erlernte er von seiner Frau auch die ungarische Sprache und entwickelte daraufhin ein starkes ungarisches Nationalbewusstsein.

### Künstlerisches Wirken
Seine Diplomarbeit wurde zu einem seiner besten Werke, wodurch er landesweit bekannt geworden ist. Für das Kruzifix mit Corpus, das der junge Fadrusz 1891 noch in der Werkstatt von Hellmer schuf und mit dem er den mit 1000 Gulden dotierten „Großen Preis“ der Ungarischen Gesellschaft der Bildenden Künste in Budapest erhielt, wurde er landesweit bekannt. Die Schöpfung des lebensgroßen Corpus der Christusfigur hatte folgende Vorgeschichte: Auf einem Jahrmarkt engagierte Fadrusz einen Akrobaten, der Modell für seine Christusfigur stehen sollte. Er band ihn an ein Kreuz, um die Anatomie des Körpers zu studieren. Als der Akrobat diese Tortur nicht aushielt, ließ sich Fadrusz selbst ans Kreuz binden. Anhand von Fotos schuf er seine gekreuzigte Christusfigur, die zu den bedeutendsten Kunstwerken im Königreich Ungarn gehört. Es ist ein sterbender, nicht toter Christus! Auf diese Feststellung legte der Künstler besonderen Wert; daher benannte er auch sein Werk: Consummatum est! [dt. „Es ist vollbracht!“]. Von dem anfangs in zweifacher Ausführung geschaffenen Christus kam eine Ausführung in den Besitz der Preßburger Evangelischen Kirchengemeinde A. B., die zweite Komposition gelangte in die Blumenthaler Kirche. Auch heute kann dieser Original-Gipsabdruck am Ende des nördlichen Querschiffes besichtigt werden. Der Ungarische Unterrichtsminister Albin Graf Csáky war von dem Kunstwerk derart begeistert, dass er kurzerhand für die Budapester St.-Stephans-Basilika eine Kopie in Marmor fertigen ließ, die heute in der Ungarischen Nationalgalerie in Budapest zu sehen ist. In der Folgezeit wurden weitere Reproduktionen dieses Kreuzes erstellt, die in verschiedenen Kirchen Altungarns zu finden sind. So kam ein Fadrusz-Kruzifix erst 1971 in den Dom zu Segedin.

### Maria-Theresia-Denkmal in Preßburg

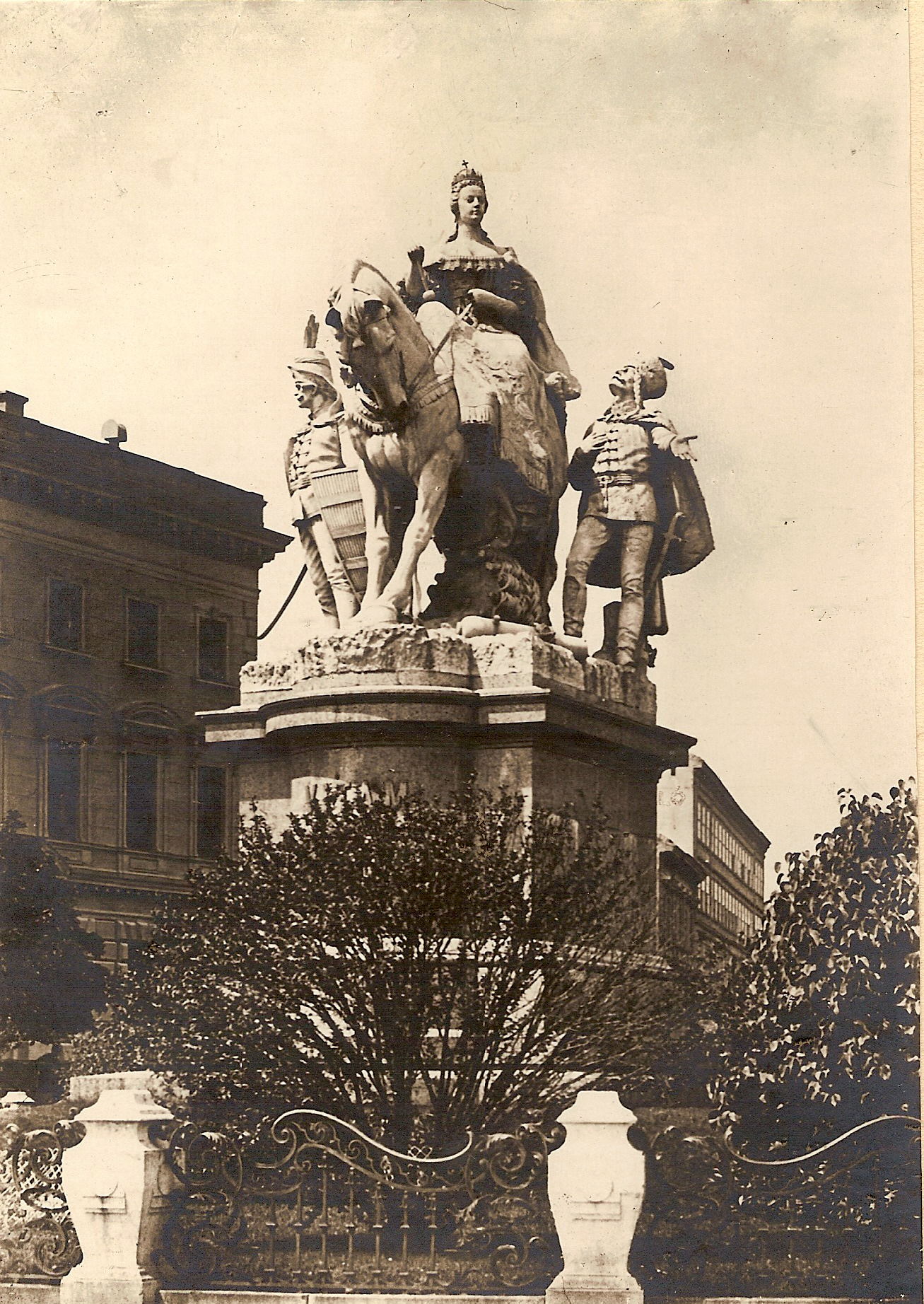
Das ehemalige Maria Theresia-Denkmal in Preßburg (wurde 1921 durch tschechoslowakische Legionen zerstört)

Fadrusz weilte bereits in Wien, als 1892 ein Künstlerwettbewerb zur Schaffung eines Krönungsdenkmals zu Ehren der Kaiserin Maria Theresia vom Preßburger Stadtmagistrat ausgeschrieben wurde. Das Denkmal sollte genau auf dem Platze des ehemaligen Krönungshügels aufgestellt werden. Da schrieb ihm sein Freund Eugen Engyeli, der Chefredakteur des Grenzboten einen Brief. Fadrusz reiste nach Preßburg, er bewarb sich und erhielt den Auftrag.
In Wien erarbeitete Fadrusz zuerst ein Wachsmodell des Reiterstandbilds und wollte seine Schöpfung niemandem zeigen.
„Engyeli fährt später einmal nach Wien und sucht Fadrusz auf. Fadrusz weicht aus, will nichts verraten und zeigt es dem Freunde, der alles verrät, schließlich doch. Es ist das fertige Modell in Wachs. Die kaiserliche Reiterin aber auf einem zierlichen, tänzelnden, arabischen Pferd. Engyeli macht den Künstler aufmerksam, dass man in Wien auf spanischen, schweren Hofrossen reitet, worauf Fadrusz den arabischen Hengst wieder zerknetet und jenes breite, schwere Tier modelliert, auf dem die Figur der Kaiserin dann noch gewaltiger, majestätischer erscheint. So wird Engyeli zum Paten des Pferdes, denn Fadrusz schreibt ihm bald darauf wörtlich: ‚Der Vater des Rosses bist Du‘“ So berichtete später Eugen Holly über die Zeit der Entstehung des Denkmals.
Bei der feierlichen Enthüllung des Denkmals am 16. Mai 1897 war auch der Kaiser Franz Joseph I. anwesend. Er erschien in Anwesenheit des gesamten Hofes in Galauniform. Außerdem erschienen zahlreiche Würdenträger und Persönlichkeiten des öffentlichen Lebens. Der in Preßburg lebende Erzherzog Friedrich von Habsburg war mit seiner Familie ebenfalls anwesend.
Dieses Denkmal hatte nach dem Zerfall von Österreich-Ungarn und der Entstehung der Tschechoslowakei keinen langen Bestand. Der Stadtmagistrat Preßburgs ließ nach der Besetzung der Stadt durch tschechoslowakische Legionäre, Anfang 1919, das Denkmal aus „Sicherheitsgründen“ mit Holzbrettern einschalen. Diese Maßnahme nützte jedoch nichts, da es in der Nacht vom 20. zum 21. Oktober 1921 durch tschechoslowakische Legionäre zerstört wurde, da es ein Objekt aus der Zeit der Donaumonarchie war.

### Denkmal von Matthias Corvinus in Klausenburg

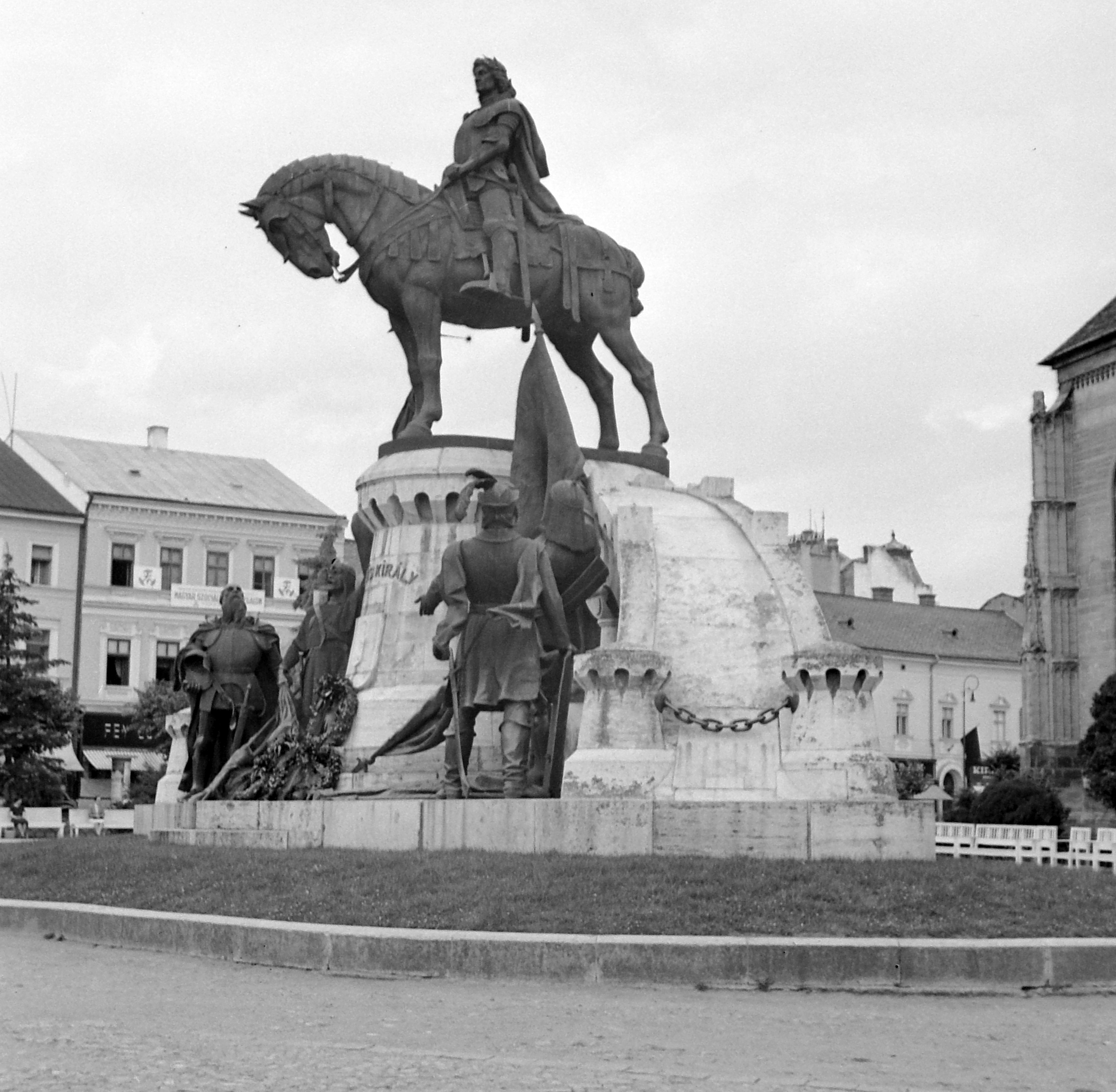
Denkmal des Matthias Corvinus in Klausenburg (1902)

Nach Vollendung des Maria Theresia Denkmals zog Fadrusz nach Budapest um. Hier arbeitete er als erfolgreicher Künstler, an verschiedenen Plastiken. Die Stadt Klausenburg beabsichtigte für König Matthias Corvinus ein Denkmal errichten zu lassen. Es wurde ein Künstlerwettbewerb ausgeschrieben, den Fadrusz gewann. Er erhielt den Auftrag für die Schaffung eines monumentalen Denkmals des Königs Matthias Corvinus. Das Monument sollte am Hauptplatz in Klausenburg aufgestellt werden. Es handelte sich hierbei um ein riesiges Reiterstandbild, das den König im Augenblicke des Sieges darstellen sollte. Der König wird auf beiden Seiten von jeweils zwei Figuren der ungarischen Historie flankiert. Dabei handelte es sich um die Heerführer seiner berühmten Elitetruppe "Legio Nigro" (Das "Schwarze Regiment"): Balázs Magyar, Pál Kinizsi, Stephan (István) Báthory de Ecsed und Stephan Szapolyai.
Die Einweihung des Monuments am 12. Oktober 1902 wurde zu einem nationalen Fest. Die ungarische Regierung sowie Vertreter des Adels und Hochadels nahmen daran teil. Für dieses Werk erhielt er die Ehrenbürgerschaft der Stadt Klausenburg.

### Letzte Jahre
Fadrusz nahm an einem Künstlerwettbewerb für die Errichtung eines Denkmals für die ums Leben gekommene Kaiserin Elisabeth teil. Aber zur Ausführung kam es nicht mehr. Er starb plötzlich am 26. Oktober 1903 an den Folgen einer Lungentuberkulose im Alter von 45 Jahren. Seine letzte Ruhestätte fand er auf dem Ehrenfriedhof „Kerepesi temető“ in Budapest. Seinen Grabstein bildet das von ihm im Jahre 1891 geschaffene Kruzifix.